# Bembidion mourysi
Bembidion (Notaphocampa) mourysi – gatunek chrząszcza z rodziny biegaczowatych i podrodziny Trechinae.
Gatunek ten został opisany w 1998 roku przez Mahmouda Saleha Abdel-Dayema na podstawie okazów odłowionych w 1993 i 1997 roku. Epitet gatunkowy nadano na cześć Alego El-Mousry’ego.
Chrząszcz o ciele długości od 3,8 do 5 mm, z wierzchu ubarwionym czarno z mosiężnym lub zielonkawomosiężnym połyskiem i rudymi plamami na wierzchołkach pokryw, przedłużonymi ku przodowi wzdłuż ich brzegów zewnętrznych. Spód ciała jest czarny. Głowę cechują: para dobrze rozwiniętych punktów nadocznych, równoległe między dużymi oczami i nieprzechodzące na nadustek bruzdy czołowe oraz brązowawo ubarwione czułki i głaszczki. Duże, pośrodku poprzeczne i tak szerokie jak głowa, a u nasady zwężone, przedplecze ma silnie faliste przed rozwartymi kątami tylnymi brzegi boczne oraz falisty przy przednich kątach brzeg przedni. Podstawę przedplecza zdobią delikatne zmarszczki i wyraźne szczecinki. Szersze od przedplecze pokrywy mają pośrodku prawie równoległe boki. Rzędy pokryw są delikatnie punktowane, a trzeci międzyrząd ma 2 punkty grzbietowe nieprzylegające do żadnego rzędu. Odnóża są brązowawe z czarnymi biodrami, a w tylnej ich parze pierwszy człon stopy jest niewiele dłuższy od jej członu ostatniego. U samca szczyt edeagusa jest bardziej zaostrzony niż u podobnego B. niloticum.
Owad palearktyczny, endemiczny dla Egiptu. Pospolicie zasiedla brzegi jeziora Nasera. Spotykany pod kamieniami na podłożu piaszczystym. Współwystępuje z Bembidion aegyptiacum, Bembidion marginatum, sprężykami i skorkami.